# Campionati mondiali di sollevamento pesi 2022 - +109 kg maschile
Le gare di sollevamento pesi della categoria oltre i 109 kg maschile — pesi supermassimi — dei campionati mondiali del 2022 si sono svolte il 16 dicembre 2022 a Bogotà presso la Gran Carpa Américas Corferias.

## Programma
L'orario indicato corrisponde a quello colombiano (UTC-05:00)
| Data             | Orario | Evento   |
| ---------------- | ------ | -------- |
| 16 dicembre 2022 | 11:30  | Gruppo C |
| 16 dicembre 2022 | 14:00  | Gruppo B |
| 16 dicembre 2022 | 16:30  | Gruppo A |

## Medagliati
Per ciascun esercizio, i primi tre classificati sono i seguenti:
| Esercizio | Oro               | Oro    | Argento          | Argento | Bronzo           | Bronzo |
| --------- | ----------------- | ------ | ---------------- | ------- | ---------------- | ------ |
| Strappo   | Lasha T'alakhadze | 215 kg | Varazdat Lalayan | 215 kg  | Gor Minasyan     | 212 kg |
| Slancio   | Lasha T'alakhadze | 251 kg | Gor Minasyan     | 250 kg  | Man Asaad        | 247 kg |
| Totale    | Lasha T'alakhadze | 466 kg | Gor Minasyan     | 462 kg  | Varazdat Lalayan | 461 kg |

## Record
Prima di questa competizione, i record mondiali esistenti erano i seguenti:
| Record mondiale | Strappo | Lasha T'alakhadze | 225 kg | Tashkent, Uzbekistan | 17 dicembre 2021 |
| Record mondiale | Slancio | Lasha T'alakhadze | 267 kg | Tashkent, Uzbekistan | 17 dicembre 2021 |
| Record mondiale | Totale  | Lasha T'alakhadze | 492 kg | Tashkent, Uzbekistan | 17 dicembre 2021 |

## Risultati
| Pos. | Atleta                     | Gr. | Peso atleta | Strappo (kg) | Strappo (kg) | Strappo (kg) | Strappo (kg) | Slancio (kg) | Slancio (kg) | Slancio (kg) | Slancio (kg) | Totale |
| Pos. | Atleta                     | Gr. | Peso atleta | 1            | 2            | 3            | Pos.         | 1            | 2            | 3            | Pos.         | Totale |
| ---- | -------------------------- | --- | ----------- | ------------ | ------------ | ------------ | ------------ | ------------ | ------------ | ------------ | ------------ | ------ |
|      | Lasha T'alakhadze (GEO)    | A   | 166.50      | 208          | 215          | 220          |              | 245          | 245          | 251          |              | 466    |
|      | Gor Minasyan (BHR)         | A   | 151.00      | 205          | 212          | 216          |              | 241          | 242          | 250          |              | 462    |
|      | Varazdat Lalayan (ARM)     | A   | 151.90      | 205          | 210          | 215          |              | 245          | 245          | 246          | 5            | 461    |
| 4    | Ali Davoudi (IRI)          | A   | 174.60      | 197          | 202          | 204          | 4            | 240          | 247          | 252          | 4            | 449    |
| 5    | Man Asaad (SYR)            | A   | 153.00      | 192          | 198          | 203          | 5            | 237          | 247          | 252          |              | 445    |
| 6    | Abdelrahman El-Sayed (EGY) | A   | 139.20      | 185          | 191          | 191          | 8            | 236          | 242          | 247          | 6            | 433    |
| 7    | Ayat Sharifi (IRI)         | A   | 149.30      | 190          | 196          | 201          | 6            | 230          | 230          | 236          | 7            | 432    |
| 8    | Simon Martirosyan (ARM)    | A   | 127.30      | 190          | 190          | 200          | 10           | 235          | 240          | 240          | 8            | 425    |
| 9    | Walid Bidani (ALG)         | A   | 146.00      | 195          | 201          | 203          | 7            | 225          | 235          | —            | 12           | 420    |
| 10   | Jo Seong-bin (KOR)         | B   | 139.50      | 180          | 185          | 188          | 11           | 220          | 227          | 230          | 10           | 418    |
| 11   | Hwang Woo-man (KOR)        | B   | 140.10      | 180          | 190          | 190          | 9            | 215          | 226          | 230          | 11           | 416    |
| 12   | Kamil Kučera (CZE)         | B   | 158.80      | 178          | 180          | 185          | 15           | 225          | 230          | 231          | 9            | 411    |
| 13   | Kosuke Chinen (JPN)        | B   | 152.50      | 176          | 184          | 194          | 12           | 214          | 220          | 220          | 15           | 404    |
| 14   | Eishiro Murakami (JPN)     | B   | 147.30      | 180          | 188          | 190          | 13           | 215          | 215          | 220          | 14           | 400    |
| 15   | Mart Seim (EST)            | B   | 139.20      | 170          | 175          | 177          | 16           | 220          | 220          | 220          | 16           | 397    |
| 16   | David Liti (NZL)           | C   | 181.70      | 167          | 170          | 173          | 18           | 218          | 223          | —            | 13           | 396    |
| 17   | Dixon Arroyo (ECU)         | C   | 126.80      | 171          | 176          | 176          | 17           | 190          | 190          | 197          | 21           | 366    |
| 18   | Gordon Shaw (GBR)          | C   | 142.60      | 163          | 170          | 170          | 20           | 192          | 197          | 201          | 18           | 364    |
| 19   | Kim Tollefsen (NOR)        | C   | 119.10      | 155          | 160          | 163          | 21           | 195          | 200          | 202          | 19           | 363    |
| 20   | Quinn Everett (CAN)        | C   | 142.50      | 156          | 160          | 162          | 22           | 194          | 194          | 199          | 20           | 356    |
| 21   | Gurdeep Singh (IND)        | C   | 159.90      | 145          | —            | —            | 23           | 205          | 215          | 216          | 17           | 350    |
| 22   | Bokang Kagiso (BOT)        | C   | 111.40      | 120          | 126          | 131          | 24           | 150          | 150          | —            | 22           | 281    |
| —    | David Litvinov (ISR)       | B   | 136.40      | 180          | 185          | 185          | 14           | —            | —            | —            | —            | —      |
| —    | Jiří Orság (CZE)           | B   | 141.80      | 170          | 177          | 177          | 19           | —            | —            | —            | —            | —      |
| —    | Akbar Djuraev (UZB)        | A   | 124.70      | —            | —            | —            | —            | —            | —            | —            | —            | —      |
| —    | Enzo Kuworge (NED)         | B   | 150.70      | —            | —            | —            | —            | —            | —            | —            | —            | —      |
| —    | Hsieh Yun-ting (TPE)       | C   | 120.40      | —            | —            | —            | —            | —            | —            | —            | —            | —      |